# چارلز آویلا
چارلز آویلا (انگلیسی: Charles F. Avila; ۱۷ سپتامبر ۱۹۰۶ – ۲۹ اکتبر ۲۰۰۰) یک دانشمند بود.
وی همچنین برندهٔ جوایزی همچون مدال ادیسون انجمن مهندسان برق و الکترونیک شده است.